# ام‌اس‌کانفیگ
ام‌اس‌کانفیگ (به انگلیسی: MSConfig) (به طور رسمی در ویندوز ویستا، ویندوز ۷ و ویندوز ۸ System Configuration و در سیستم‌عاملهای قبلی Microsoft System Configuration Utility نامیده شده است) یک نرم‌افزار سیستمی برای عیب‌زدایی فرایند راه‌اندازی مایکروسافت ویندوز است. این نرم‌افزار قادر است مشخصه‌های بوت را تغییر دهد یا برنامه‌ها، راه‌اندازها و سرویس‌های ویندوزی را که در هنگام راه‌اندازی سیستم اجرا می‌شوند فعال یا غیرفعال کند.
ام‌اس‌کانفیگ همراه با تمامی نسخه‌های مایکروسافت ویندوز از ویندوز ۹۸ تاکنون به جز ویندوز ۲۰۰۰ ارائه شده است. اگر چه این نرم‌افزار برای ویندوز ۹۵ و ویندوز ۲۰۰۰ طراحی نشده است اما کاربران این سیستم‌عامل‌ها می‌توانند آن را دانلود کنند.